# Reparto Carabinieri Scorte e Sicurezza
Il Reparto carabinieri scorte e sicurezza appartiene alla struttura territoriale dell'Arma dei Carabinieri e dipende, per la sua sede principale a Roma, dal relativo Comando Provinciale. 

## Funzioni ed attività
I carabinieri che entrano a fare parte di questo reparto di élite dell'Arma sono selezionati in base all'esperienza professionale (normalmente non inferiore ad 8 anni di servizio effettivo), acquisita nei diversi ambiti di relativa provenienza, e sono tenuti a superare un corso intensivo, di durata variabile tra le 3 e le 5 settimane a seconda del ruolo in cui gli operatori saranno successivamente destinati, a cura di personale altamente specializzato proveniente dal 
Gruppo di intervento speciale (GIS) Carabinieri. 
L'attività dei Carabinieri addetti al reparto scorte e sicurezza si svolge prevalentemente, ma non esclusivamente, su territorio nazionale. I militari dell'Arma possono essere assegnati ad un determinato "dispositivo", offrendo il loro servizio di protezione in via principale ad una persona indicata da ufficio all'uopo preposto a livello ministeriale, o a dispositivi variabili in funzione delle circostanze, delle emergenze di volta in volta comunicate a livello centrale e - se e quando possibile - della disponibilità personale (la gravosità di determinati servizi si attaglia preferibilmente a personale non limitato da particolari vincoli geografici o familiari). 
I servizi sono strutturati su diversi livelli di emergenza attribuiti ad ogni dispositivo, a livello centrale, tenendo conto del rischio riconosciuto di volta in volta a seguito della raccolta e attenta valutazione delle informazioni provenienti da vari altri reparti ed uffici, inclusi quelli di intelligence interna ed esterna (AISI ed AISE).